# Distrikt Huancaraylla
Der Distrikt Huancaraylla liegt in der Provinz Víctor Fajardo in der Region Ayacucho in Südzentral-Peru. Der Distrikt geht auf eine Gründung im Jahr 1857 zurück. Damals trug der Ort den Namen  Santo Domingo de Guancaraylla. Der Distrikt besitzt eine Fläche von 162 km². Beim Zensus 2017 wurden 1338 Einwohner gezählt. Im Jahr 1993 lag die Einwohnerzahl bei 3860, im Jahr 2007 bei 1791. Sitz der Distriktverwaltung ist die 3230 m hoch gelegene Ortschaft Huancaraylla mit 504 Einwohnern (Stand 2017). Huancaraylla liegt 5 km nordwestlich der Provinzhauptstadt Huancapi.

## Geographische Lage
Der Distrikt Huancaraylla liegt im Andenhochland westzentral in der Provinz Víctor Fajardo. Der Distrikt wird über den Río Huyllcamayo nach Norden zum Río Pampas entwässert.
Der Distrikt Huancaraylla grenzt im Südwesten an die Distrikte Sacsamarca und Carapo (beide in der Provinz Huanca Sancos), im Nordwesten an die Distrikte Huamanquiquia und Alcamenca sowie im Osten an den Distrikt Huancapi.

## Ortschaften
Neben dem Hauptort gibt es folgende größere Ortschaften im Distrikt:
- Circamarca (477 Einwohner)
- Llusita (340 Einwohner)